# Polygala appressa
Polygala appressa är en jungfrulinsväxtart som beskrevs av George Bentham. Polygala appressa ingår i släktet jungfrulinssläktet, och familjen jungfrulinsväxter. Inga underarter finns listade i Catalogue of Life.